# Olivetti
Ing. C. Olivetti & Co. S.p.A. är en italiensk tillverkare av kontorsmaskiner.
Olivetti grundades i Ivrea utanför Turin 1908 av Camillo Olivetti. Olivetti utvecklades till en av världens ledande tillverkare av skrivmaskiner och räknemaskiner. Sedan 2003 ingår Olivetti i den italienska telekomkoncernen Telecom Italia. Olivetti är känt för sin industridesign under efterkrigstiden med flera välkända formgivare som medarbetare.

## Historia
1896 bildade Camillo Olivetti tillsammans med Dino Gatta och Michele Ferrero företaget C.G.S. (Centimetre, Gram, Second) för tillverkning av mätutrustning i Milano. Camillo Olivetti grundade Olivetti, Italiens första skrivmaskinstillverkare, 1908 i hemstaden Ivrea och presenterade företagets första skrivmaskin, Olivetti M1, 1911. Olivetti hade fått inspiration från den amerikanska masstillverkningsindustrin och tillverkaren Remington. Företaget utvecklades till ett av de ledande inom kontorsmaskiner.

### Mönsterföretaget i Ivrea
Olivetti kom starkt att prägla hemstaden Ivrea. Företaget var en föregångare när det inrättade dagis för de anställdas barn och arrangerade varje år sommarläger. Vidare byggde företaget upp bibliotek och byggde bostäder för de anställda.
1933 övertog sonen Adriano Olivetti ledningen av företaget. Han utvecklade företaget och 1948 släppte man den elektroniska räknaren Divisumma. Adriano Olivetti förändrade även företagets struktur och tillverkning efter amerikansk förebild. Olivetti hade varit på studiebesök i USA. I USA studerade Olivetti bland annat Remingtons fabriker och det blev inspirationen för att modernisera och skapa en industri utifrån den verksamhet fadern byggt upp. Produktionen kunde effektiviseras kraftigt och den vinst som det innebär delade Olivetti med arbetarna genom att höjda löner, ge förmåner och tjänster. 1931 besökte han Sovjetunionen varpå han skapade en reklamavdelning. Under 1930-talet fortsatte Olivettis idealism när Adriano Olivetti intresserade sig för arkitektur och samhällsplanering, bland annat genom boken Citta dell’Uomo. I Olivettis hemstad Ivrea började han skapa ett idealsamhälle, en slags modern bruksort där arbete och privatliv möttes.

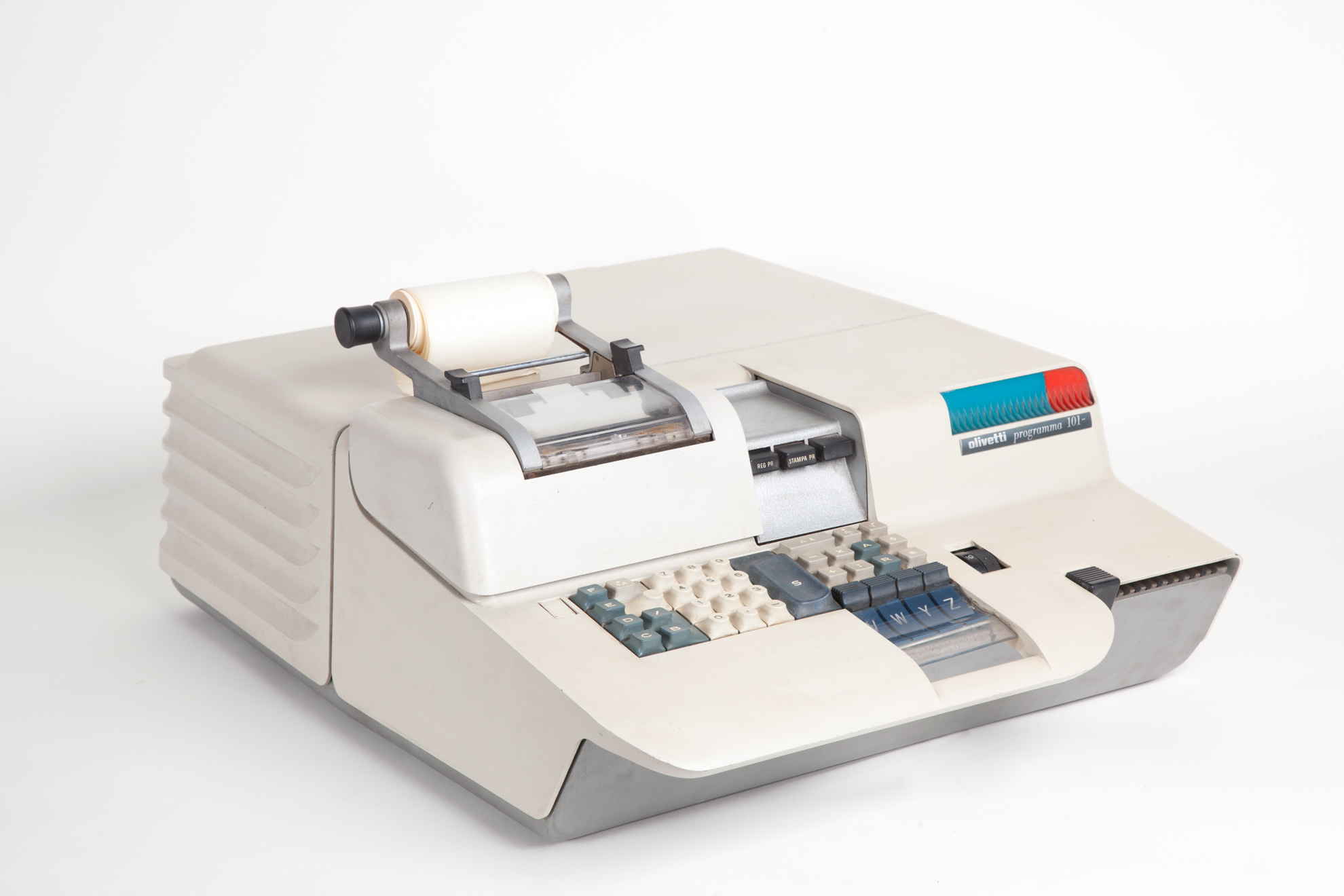
Olivetti Programma 101

Efter andra världskriget kunde man expandera snabbt men var nära konkurs på 1950-talet sedan man förvärvat Underwood. 1959 släppte man den första i Italien tillverkade datorn, Elea 9003. Olivetti tillverkade skrivmaskiner, räknemaskiner, bokföringsmaskiner, bankterminaler och andra kontorsmaskiner. 1960 avled plötsligt Adriano Olivetti. 1964 hamnade Olivetti i finansiella problem, bland annat ledde köpet av Underwood inte till ökad försäljning. Underwood hade köpts 1963 sedan Olivetti blivit delägare 1959. Underwood hade då haft ekonomiska svårigheter under flera år. Under namnet Olivetti-Underwood hade bolaget sitt huvudkontor i New York. Ledningen över Olivetti togs över av Bruno Visentini 1964. 1964 såldes elektronikdelen till General Electric trots de utvecklingsprojekt som ägt rum, bland dem Programma 101.
1965 lanserades Programma 101 som ofta räknas som en föregångare till persondatorn. Programma 101 hade utvecklats genom en arbetsgrupp på fyra personer under ledning av Pier Giorgio Perotto med start 1962. Bland det som utvecklades för datorn var ett magnetiskt kort som kunde programmeras, en föregångare till disketten. För Programma 101 utvecklades också ett programmeringsspråk. Den har kallats den första persondatorn och presenterades 1965.

### PC-satsning
Under 1970-talet fick företaget allt större ekonomiska problem men fortsatte att utvecklas. Carlo De Benedetti köpte in sig i Olivetti 1978 och tog över ledningen av företaget. 1982 släpptes den första PC:n från Olivetti. Olivetti var under 1980-talet den nästa största PC-leverantören efter IBM och var fortfarande marknadsledande inom kontorsmaskiner, framförallt med elektroniska skrivmaskiner. I slutet av 1980-talet minskade försäljningen av skrivmaskiner och priset på PC-datorer dalade. Olivetti började mer och mer att arbeta inom telekommunikation.
Under 1990-talet följde nya ekonomiska svårigheter och från 1995 startade stora omstruktureringar och personalminskningar i koncernen. Företaget har idag splittrats via utförsäljningar och de olika delarna återfinns idag i andra företag, främst inom telekommunikation och informationsteknologi. 2001 gick Olivetti in i Telecom Italia och 2003 följde en sammanslagning. Olivetti behåller en egen identitet under namnet Olivetti Tecnost.
Idag tillverkar Olivetti kopieringsmaskiner, skrivare, faxar, miniräknare, kassaapparater. Persondatortillverkningen lades ner 1997.

## Design

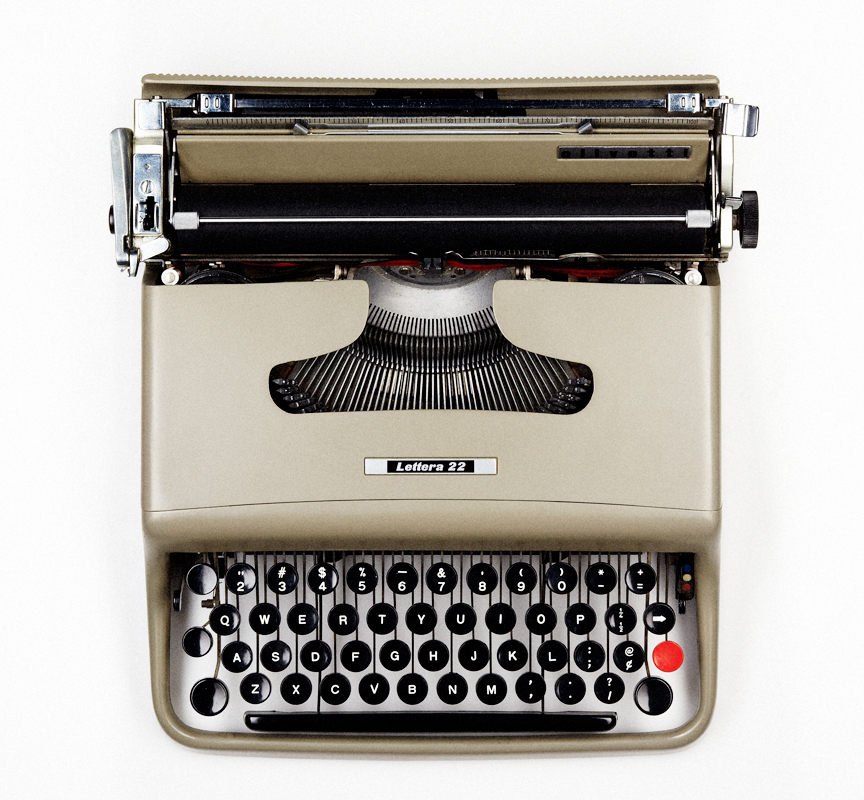
Olivetti Lettera 22

Olivetti tillhör föregångarna inom corporate identity och redan under 1930-talet började företaget aktivt skapa en företagsidentitet efter amerikansk förebild vilket återspeglades i produkterna, arkitektur och annonser. 1950 släpptes Lettera 22 designad av Marcello Nizzoli som hade en revolutionerande design. 
Under 1960-talet firade företagets annonser stora triumfer. Walter Ballmer skapade den nuvarande logotypen 1970. Under 1960- och 1970-talet blev företaget känt för sin industridesign, bland annat den röda reseskrivmaskinen Olivetti Valentine har blivit en designklassiker. Valentine bröt med de gängse skrivmaskiner med sin sprakande röda färg och blev en modeaccessoar snarare än ett kontorsmateriel. 
Vid Olivetti verkade industridesigners som Ettore Sottsass och Marco Zanuso. Mario Bellini har designat en rad produkter för Olivetti, såsom Divisumma 18, Lettera 25, Logos 50/60, Praxis 35 och Praxis 45.

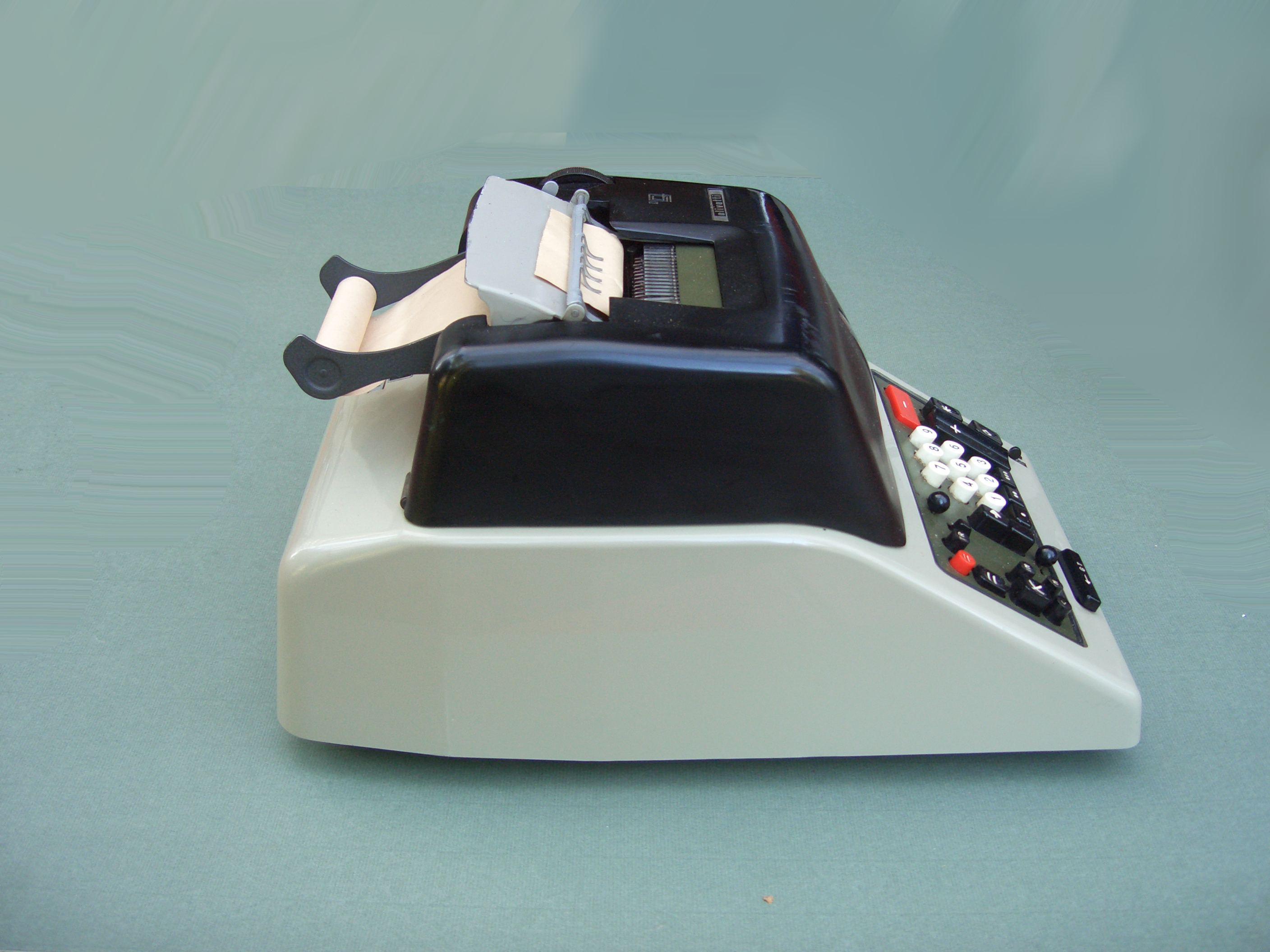
MC 24
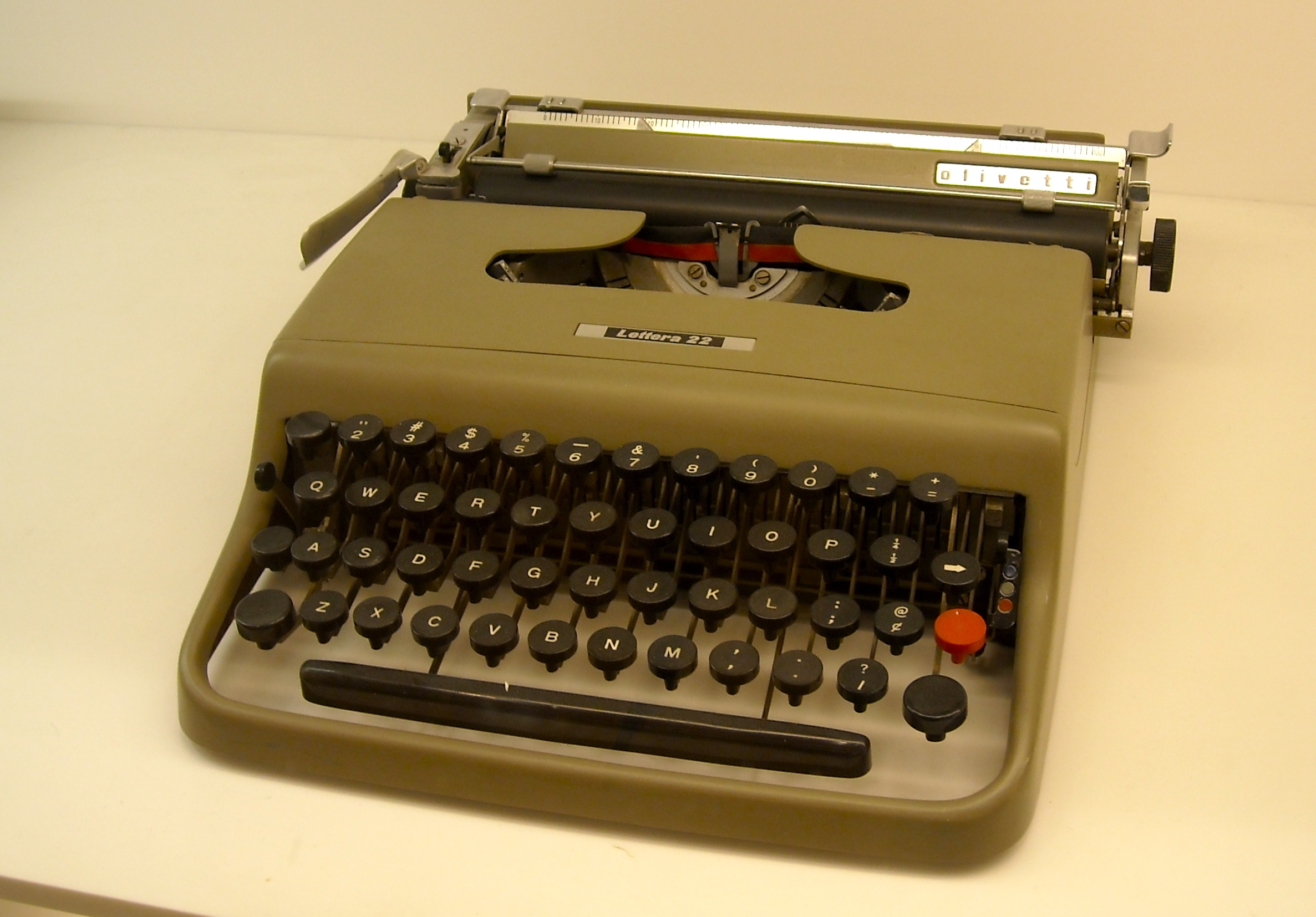
Lettera 22
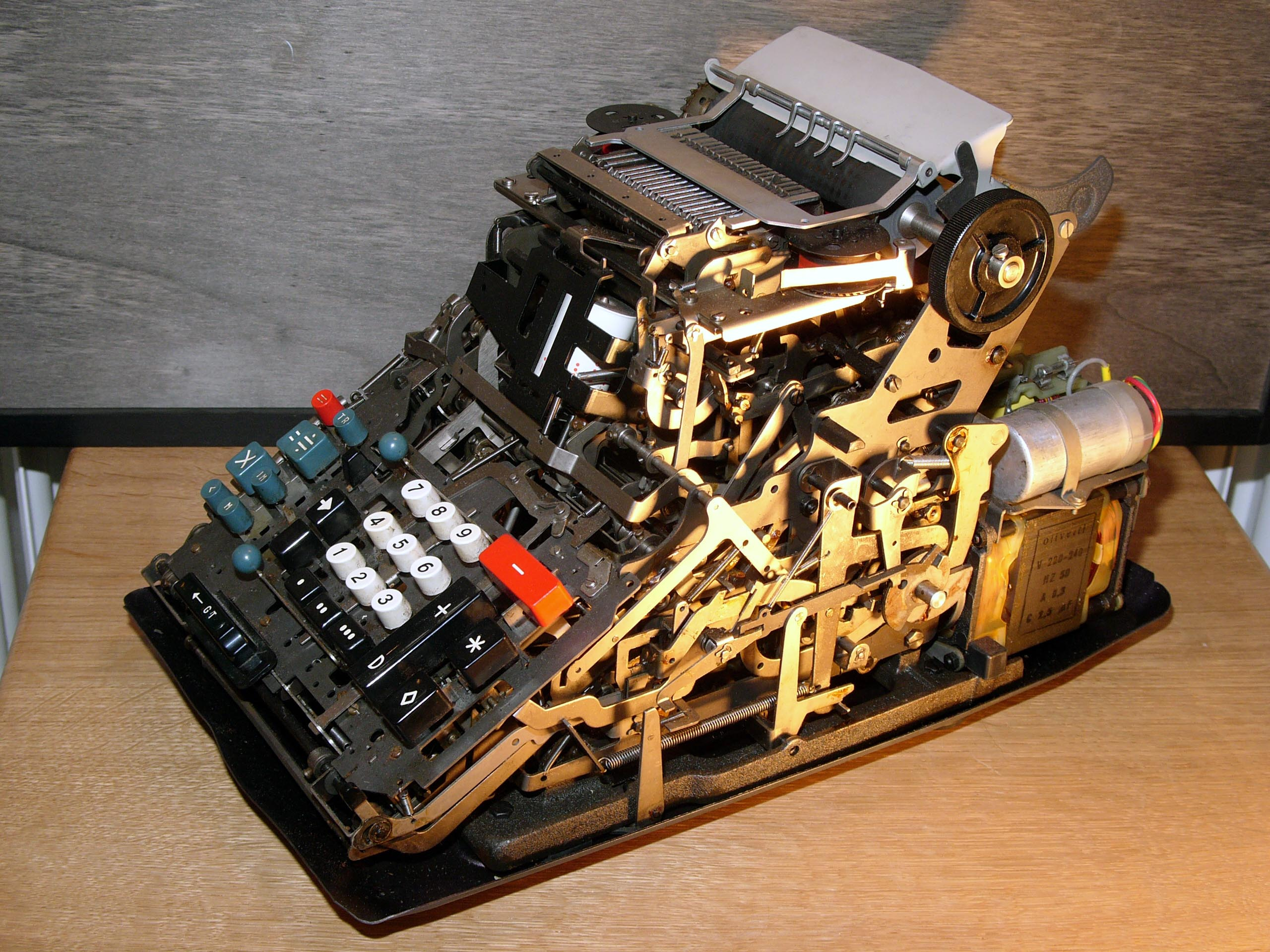
Olivetti Divisumma
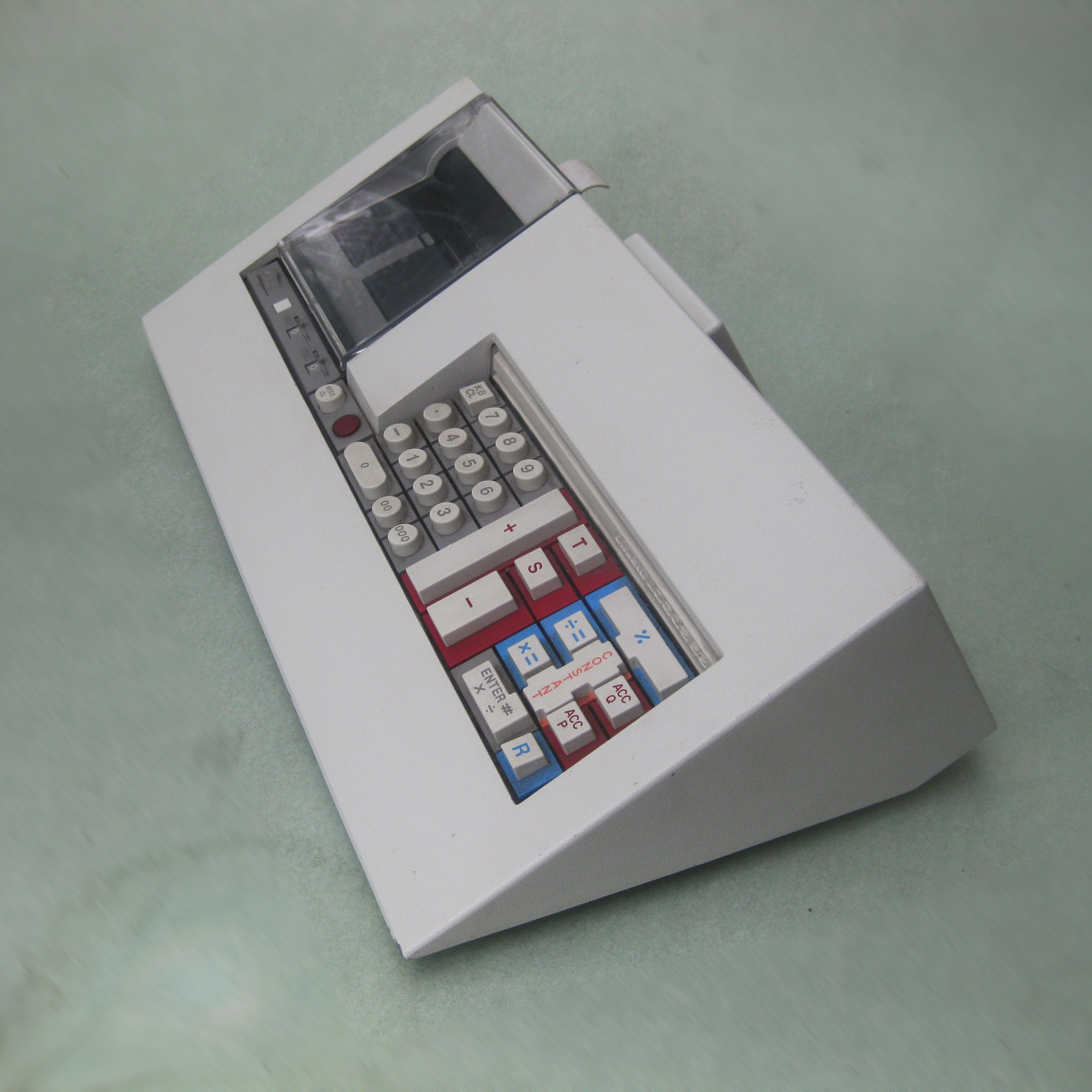
Logos 58
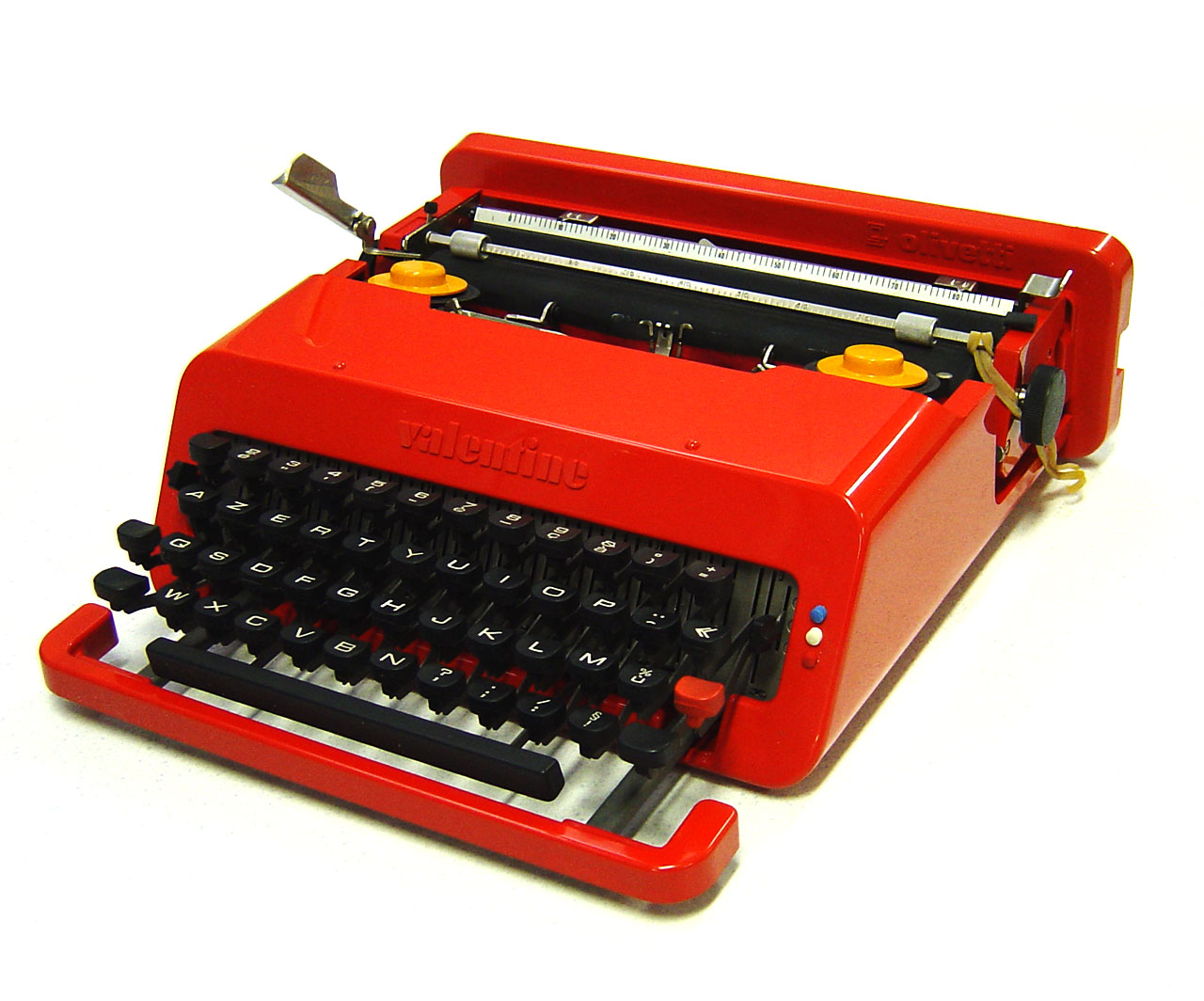
Valentine
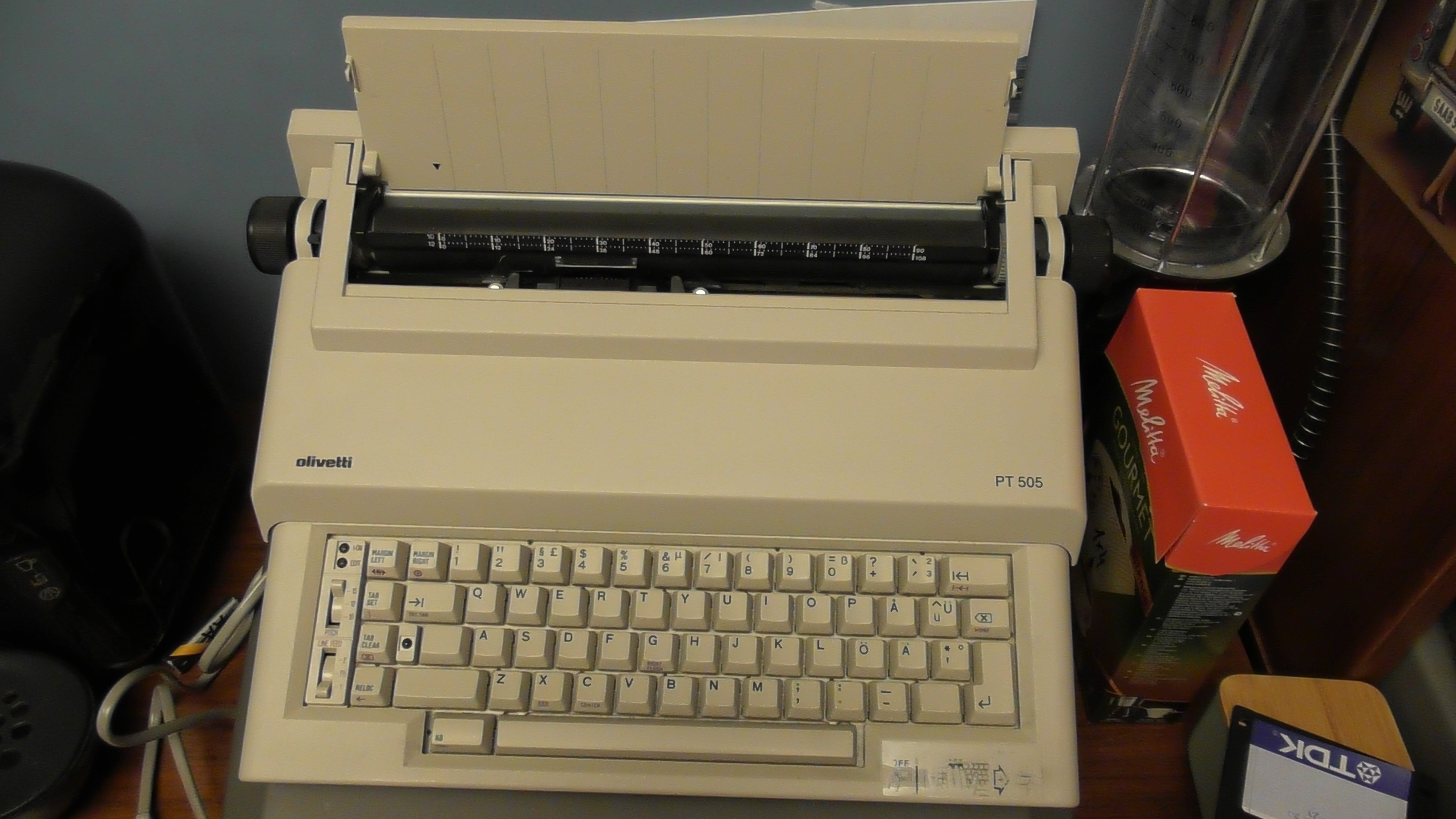
Elektrisk skrivmaskin. Modell: Olivetti PT 505.